# 上原洋
上原 洋（うえはら ひろし、1977年4月4日 - ）は、日本、岡山県津山市出身の元プロBMX選手。現在はアパレルを中心に、BMX、関連商品を販売する有限会社Fourthrityの代表取締役。ファッションデザイナー、BMX国際大会ジャッジ、モデル。

## 経歴

### BMXフラットランドプロライダー
岡山県津山市出身。久米中学校卒業後、岡山南高校に進学。スケートボードとファッションに興味があったことから、岡山市にあるアパレルショップ、プログラムでアルバイトを始める。給与は最初から完全歩合制で、いち店員であっても、売上という数字に責任を持たなければならない、というここでの経験が、後の経営者としての基礎となった。
高校在学中にオーストラリア短期留学を経験。留学先で出会ったBMXに魅せられ、帰国後にBMXフラットランドを始める。近畿地方を中心に各地に遠征し、卒業後に上京、東京発のブランドであったHomless/FreshJiveでスタッフとして働きつつ、BMXプロライダーとして各地でショーなどをしながらBMXの腕を磨く。また、当時ストリートファッション全盛期の各マガジンでモデルとしてのキャリアをスタート。
1996年4月30日、BMXの仲間である伊東高志、岡村旭、田中光太郎、小谷明生らとプロBMXライダーチーム、Fourthirtyを結成。BMXトッププロの集団として、各種雑誌やイベントに多数出演。革新的な技術だけでなく、そのファッションセンスにおいても、日本のBMXシーンに大きな影響を与えた。
1998年に始まった全日本選手権、King of Groundに参戦、2000年にプロクラスに昇格を果たす。

### アパレルブランド、Fourthirty
2001年にアパレルブランド、Fourthirtyを設立。母体となるストリートブランド、Stayuplateの事務所の一角で事業を開始し、その後、Stayuplateを独立、新宿に事務所を構える。アパレル製作販売と共に、BMXを中心としてモデルやイベントでのショー等を通して、BMXをルーツとしたストリートブランドとしての地位を確立。2016年7月現在、全国に4店舗、Fouthirtyの洋服を中心としてBMX、KENDAMAを販売するDECADEというショップをプロデュースしている。

### 香港時代
2003年、日本でのFourthirtyの成功を足がかりに、ファッションモデルとして訪れた時に強烈な印象を受けた香港へと移住。そこでSam Lee, ディーン・フジオカといった俳優たちや、Subcrewといった現地のストリートブランドと交流を深める。滞在中にエリック・コットにイベント・映画におけるコンサルティング・プロデュースを師事。香港の週刊誌、Fridayで毎週2ページのコラムを担当。日本のカルチャーを中心に記事を寄稿。
香港での様々な出会いと経験から、世界における日本の立ち位置を認識することとなり、日本で新たな活動を始めるため帰国する。滞在は2年半に及んだ。

### BMX フラットランド国際大会でのジャッジ
2003年にはロサンゼルスで開催された、アメリカ最大のスポーツチャンネル・ESPNが主催するSummer X-Gamesにて、日本人で初めてBicycle Stunt, BMX フラットランドのジャッジを務める。その後、BMXフラットランドの世界選手権、BMX Flatland World Circuitでもヨーロッパ、アメリカ、日本を中心にジャッジを務めている。

### ストリートムーブメントに対する影響
オンライン販売とは別に、路面店としてDecade Tokyoを2010年にオープン。Decade Okayama, Decade Fukuoka、Decade Fukushimaとオープンし、現在は4店舗を構える。
また、Fourthirtyメンバーである河本伸明がケンダマ好きということから、ケンダマビジネスにも参入。河本をケンダマンとしてプロデュース、またRedbullやG-Shock、TBSと共同で世界大会の企画に加わるなど、ケンダマブームの牽引役の一端を担っている。
2012年からはCasio G-Shockのプロモーションイベントとして、スケートボード、ダンス、BMXの総合ショーケース・プロモーションイベントとして、Real Toughnessの企画に参加。BMX部門の担当として日本でのイベントアドバイザー、海外でのショーケース企画・運営参加など、国内にとどまらず、海外でも一般層へのBMXの認知・普及に貢献している。

### モデルとしての経歴
2000年代前半、Ollie, Samrai, Warpなどの青年向けファッション誌を中心にモデルとしても活動。2016年、Whiz limitedのモデルとして、東京コレクションに出演。近しい友人や、自分が本当に価値を感じた場合に、出演するに留まっている。